# Andrzej Urban

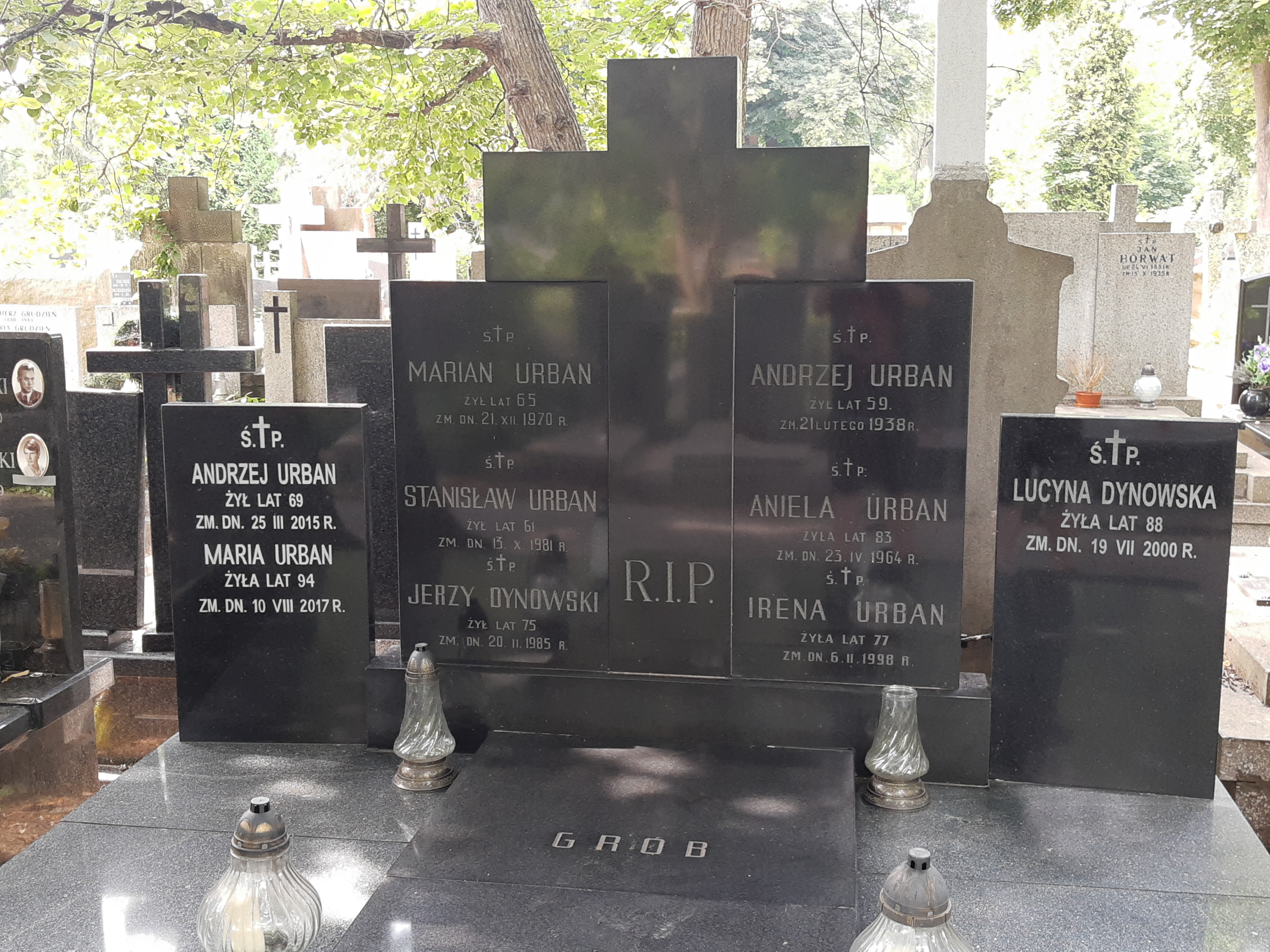
Grób Andrzeja Urbana na cmentarzu Bródnowskim w Warszawie

Andrzej Stanisław Urban (ur. 8 maja 1946, zm. 25 marca 2015 w Warszawie) – polski architekt i urzędnik państwowy, specjalista w dziedzinie nadzoru budowlanego. W latach 1998–2005 Główny Inspektor Nadzoru Budowlanego, w latach 1998–1999 podsekretarz stanu w Ministerstwie Spraw Wewnętrznych i Administracji.

## Życiorys
Syn Stanisława i Marii. Ukończył studia na Wydziale Architektury Politechniki Śląskiej, był członkiem katowickiego oddziału Stowarzyszenia Architektów Polskich. Pracował w Wydziale Planowania Przestrzennego, Urbanistyki, Architektury i Nadzoru Budowlanego w Urzędzie Wojewódzkim w Katowicach, gdzie pełnił funkcję dyrektora. Od 1988 przez cztery lata był Głównym Architektem województwa katowickiego. W 1998 został powołany na stanowisko Głównego Inspektora Nadzoru Budowlanego i zajmował je do 2005. Od 5 listopada 1998 do 5 stycznia 1999 sprawował funkcję podsekretarza stanu w MSWiA, odpowiedzialnego za wprowadzenie reformy administracyjnej w województwie zachodniopomorskim. Od 2005 do 2011 pozostawał zastępcą Głównego Inspektora Nadzoru Budowlanego. Został pochowany na cmentarzu Bródnowskim w Warszawie (kw. 31C-1-13).